# 陳大利
陳大利（英語：Chan Tai Lee），香港電影導演和編劇。

## 電影生涯
陳大利畢業於香港浸會大學傳理系電影及電視科，後加入香港有線電視。
陳大利曾任葉偉信執導的《葉問》系列電影編劇。
2017年，陳大利首次執導《黃金花》，獲第37屆香港電影金像獎提名新晉導演。

## 電影作品
| 年份 | 名稱                 | 職務 | 職務 | 職務 | 備註       |
| 年份 | 名稱                 | 導演 | 編劇 | 監製 | 備註       |
| ---- | -------------------- | ---- | ---- | ---- | ---------- |
| 2004 | 《墨斗先生》         | 否   | 是   | 否   |            |
| 2008 | 《葉問》             | 否   | 是   | 否   |            |
| 2010 | 《葉問2》            | 否   | 是   | 否   |            |
| 2011 | 《開心魔法》         | 否   | 是   | 否   |            |
| 2013 | 《特殊身份》         | 否   | 是   | 否   |            |
| 2013 | 《狂舞派》           | 否   | 是   | 否   |            |
| 2014 | 《大鬧天宮》         | 否   | 是   | 否   |            |
| 2015 | 《葉問3》            | 否   | 是   | 否   |            |
| 2017 | 《黃金花》           | 是   | 是   | 否   | 導演處女作 |
| 2018 | 《大師兄》           | 否   | 是   | 否   |            |
| 2018 | 《葉問外傳：張天志》 | 否   | 是   | 否   |            |
| 2019 | 《葉問4：完結篇》    | 否   | 是   | 否   |            |
| 2022 | 《烈探》             | 是   | 否   | 否   | 網絡電影   |
| 2025 | 《拼命三郎》         | 是   | 是   | 否   |            |

## 獎項
| 年度 | 頒獎典禮             | 獎項     | 影片       | 結果 |
| ---- | -------------------- | -------- | ---------- | ---- |
| 2017 | 第36屆香港電影金像獎 | 新晉導演 | 《黃金花》 | 提名 |

## 外部連結
- 陳大利在香港影庫上的簡介
- 陳大利在豆瓣上的资料（简体中文）
- 陳大利在时光网上的簡介（简体中文）
- 陳大利在互联网电影资料库（IMDb）上的資料（英文）